# Храм Спиридона Тримифунтского в Коптеве

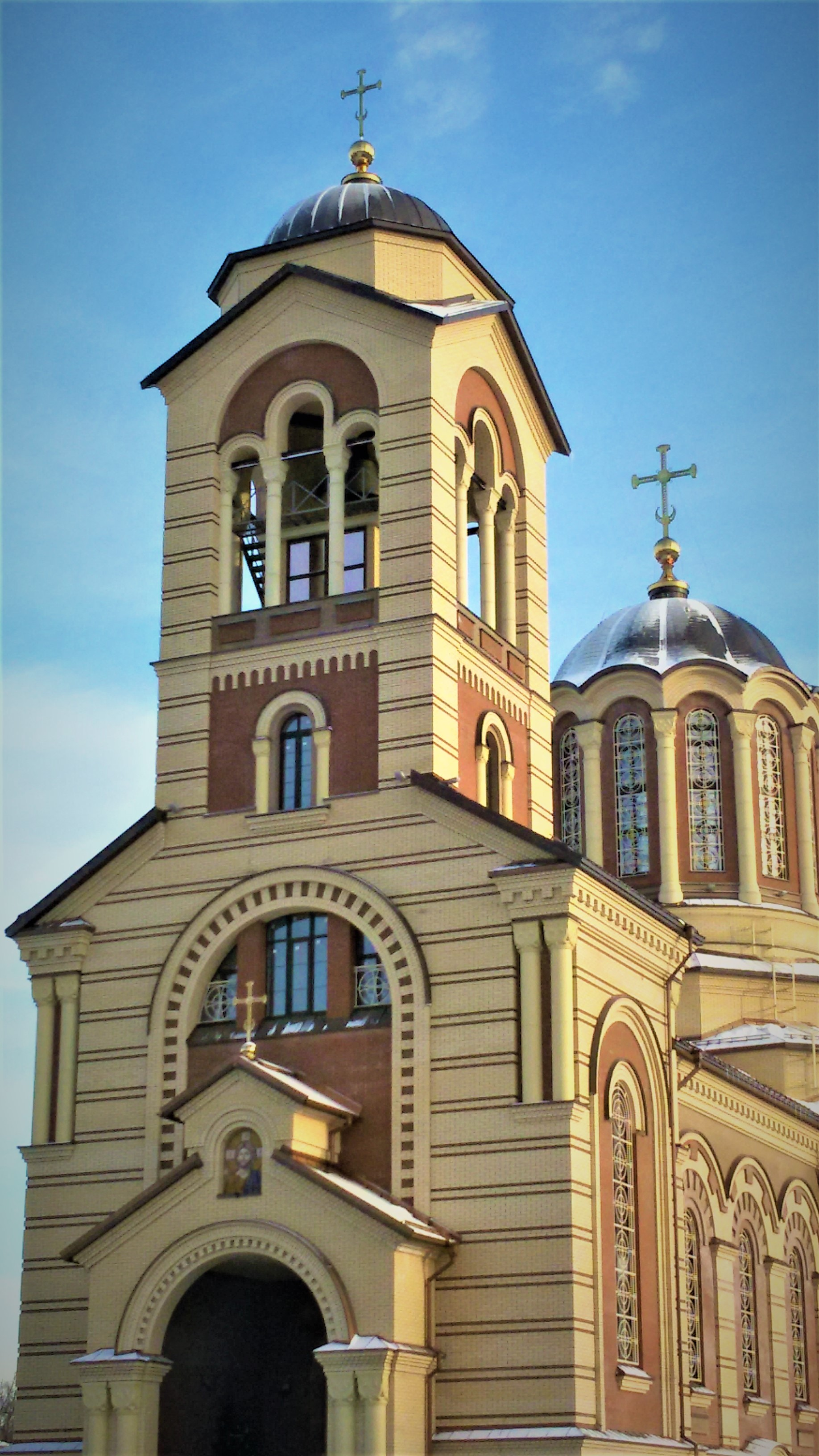
Храм Спиридона Тримифунтского в Коптево

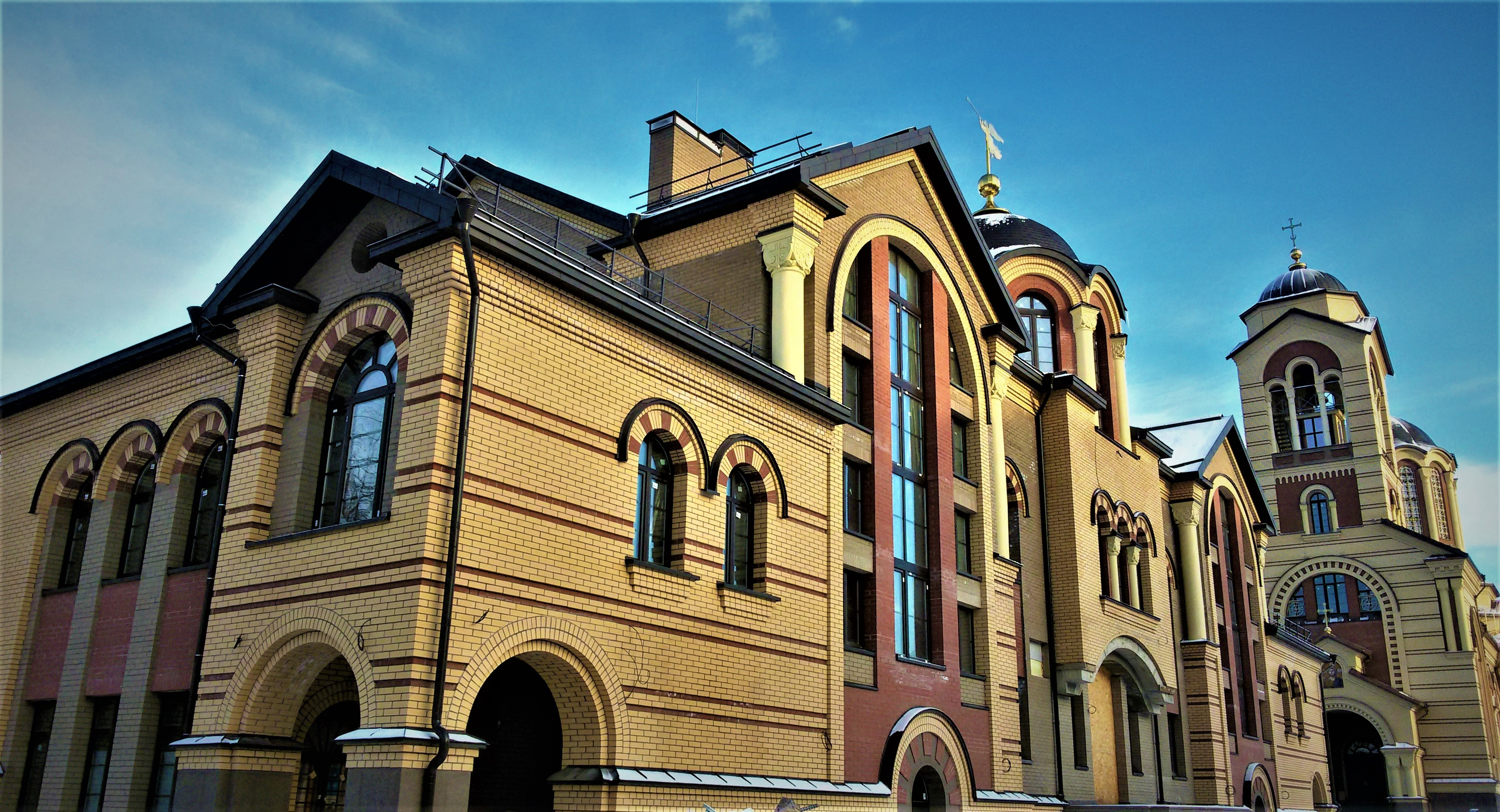
Храмовый комплекс с духовно-просветительским центром

Храм Спиридона Тримифунтского в Коптево (Москва) — православный храм с духовно-просветительским центром в районе Коптево города Москвы, заложенный в 2016 году и построенный в 2022 году в греко-римском стиле в честь святителя Спиридона Тримифунтского. Храм приписной к храму великомученика Георгия Победоносца в Коптеве Всехсвятского благочиния. Крупнейший из построенных на севере Москвы, будучи одним из основных проектов работы программы «200 Храмов» города Москвы при кураторстве Владимира Ресина.

## История и общее описание
Место расположения храма исторически связано с грузинским царским родом Багратиони и с грузинской диаспорой в России: в XVIII веке местность Коптево была владением грузинского царевича Георгия Вахтанговича Багратиони, приглашенного в Москву Петром I после турецкой аннексии Грузии в 1724 году, ставшего генералом-аншефом русской армии при Екатерине II и главой грузинской общины Москвы в XVIII веке.

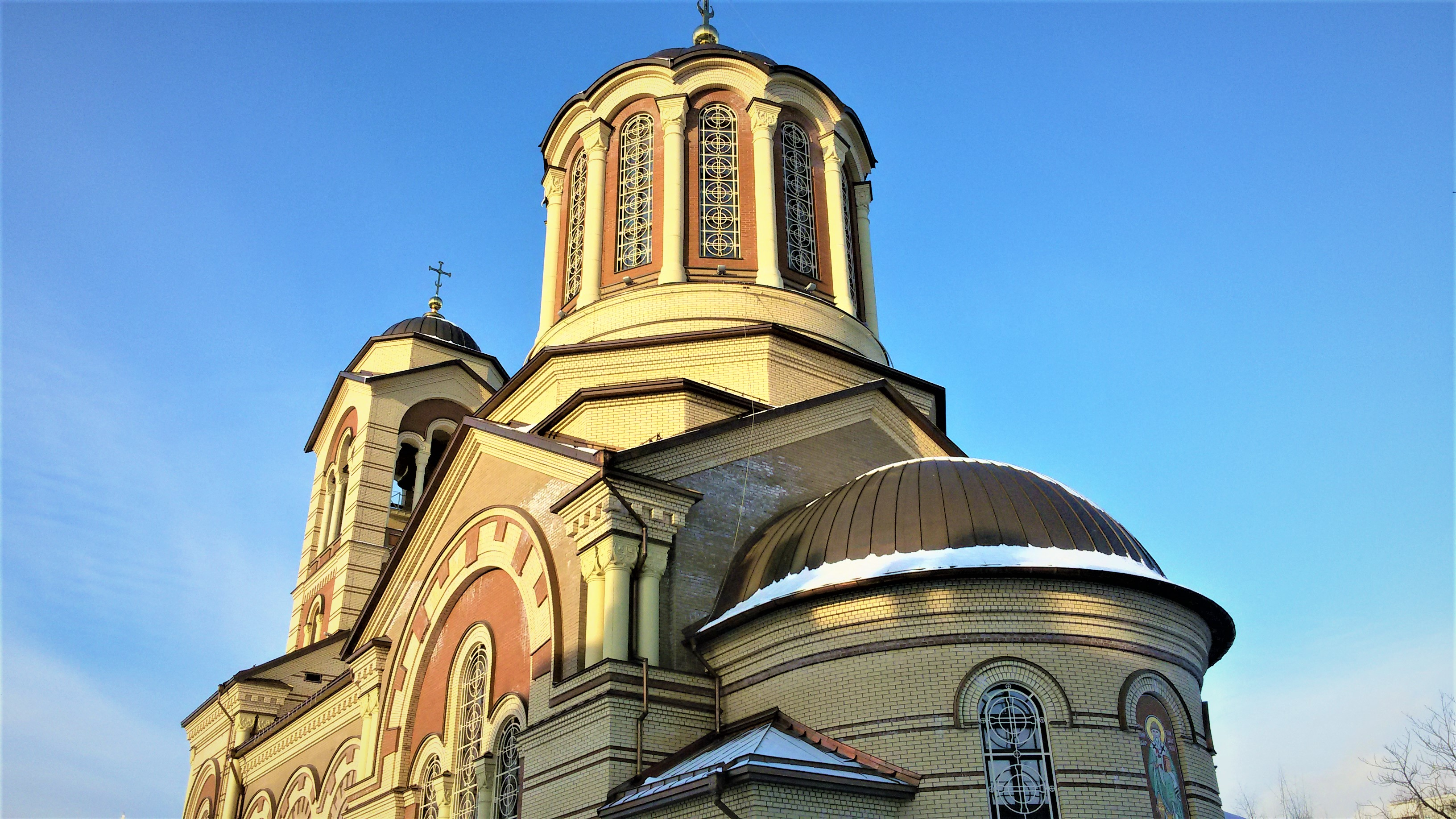
Купол храма в византиийском стиле

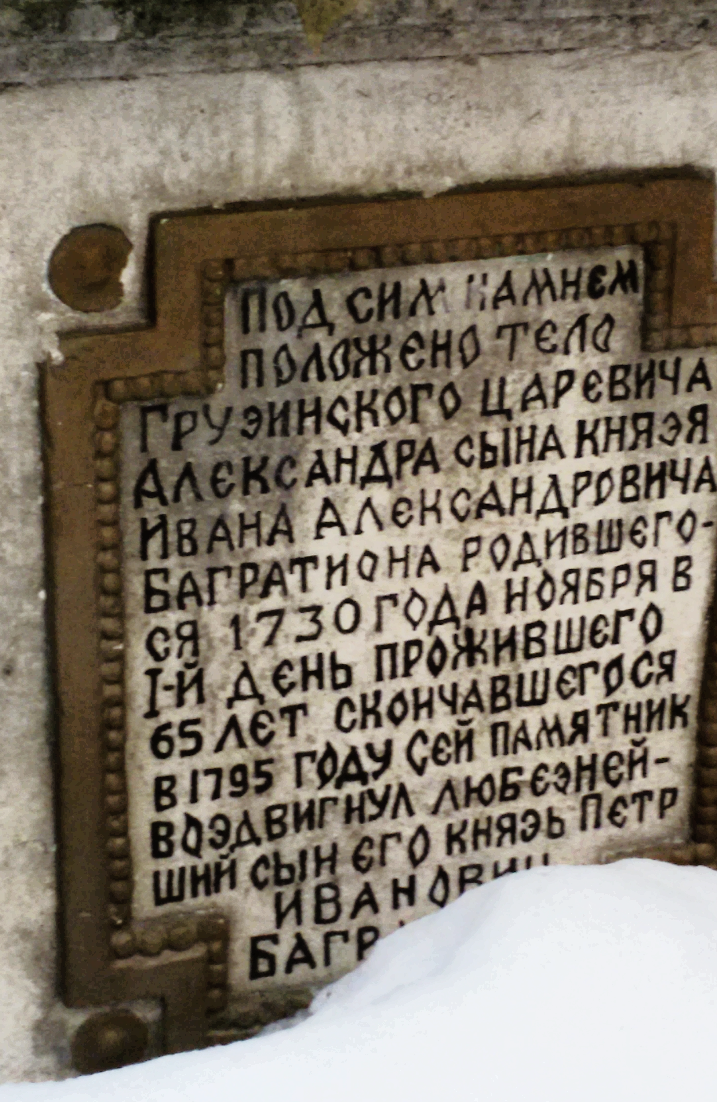
Кенотаф А. И. Багратиона при Храме Всех Святых, Москва

Здание храма возведено в византийском стиле, отличном от традиционной православной архитектуры московских церквей. Комплекс был представлен на главную архитектурную премию города Москвы.
21 мая 2017 года епископ Бронницкий Парамон (Голубка) освятил закладной камень в основание будущего храма; 6 апреля 2023 года сдан в эксплуатацию.
В храме установлен резной иконостас, изготовленный из различных пород натурального камня камнерезчиками в Грузии и перевезенный по частям в Москву.
25 декабря 2023 года храм был освящён патриархом Кириллом.